# L.A. Woman
L.A. Woman je posljednji album grupe "The Doors" sa živim Jim Morrisonom. Izašao je u travnju 1971. godine. 
Album se stilski nastavlja na prethodni Morrison hotel što znači da je većina pjesama u blues rock maniri. Ipak, dugogodišnji producent grupe Paul A. Rothchild odbio je producirati album zato što su mu demosnimke zvučale kao glazba za koktel zabave. Producentsku ulogu preuzima Bruce Botnick, poznat po tome što je producirao album Kick out of jams rock, proto punk, proto metal grupe "MC 5", te od glazbe za koktele stvara jedan od najboljih blues rock albuma. Najveći hitovi s albuma su "L.A. Woman" koju su obradili Billy Idol i Leningrad Cowboys i "Riders on the storm" koja je u posljednje vrijeme popularna kod hip-hopera i after party techna zbog svog sporog ritma.

## Popis pjesama
1. "The Changeling"
2. "Love Her Madly"
3. "Been Down So Long"
4. "Cars Hiss By My Window"
5. "L.A. Woman"
6. "L'America"
7. "Hyacinth House"
8. "Crawling King Snake"
9. "The Wasp (Texas Radio And The Big Beat)"
10. "Riders on the Storm"

## Reizdanje na CD-u (2007.), bonus skladbe
1. "Orange County Suite" – 5:45
2. "(You Need Meat) Don't Go No Further" (Willie Dixon) – 3:41

## Izvođači

### The Doors
- John Densmore – bubnjevi
- Robby Krieger – gitara
- Ray Manzarek – orgulje, bas-gitara, pianino, klavijature
- Jim Morrison – vokal

### Gosti na albumu
- Marc Benno – ritam gitara
- Jerry Scheff – bas-gitara u skladbama 1,2,3 i 5

### Produkcija
- Bruce Botnick – producent, mastering
- Paul Rothchild – mastering
- Carl Cossick – dizajn, koncepcija projekta
- Wendell Hamick – fotografija

## Vanjske poveznice
- L.A. Woman na lyricsu  Arhivirana inačica izvorne stranice od 3. travnja 2010. (Wayback Machine)